# Banneville-la-Campagne
Banneville-la-Campagne (ban.vil.la.kɑ̃.paɲⓘ) es una población y comuna francesa, situada en la región de Baja Normandía, departamento de Calvados, en el distrito de Caen y cantón de Troarn.

## Demografía
| 117 | 118 | 89 | 84 | 76 | 88 |
| Para los censos de 1962 a 1999 la población legal corresponde a la población sin duplicidades (Fuente: INSEE [Consultar]) |     |    |    |    |    |